# 若宮町 (岡崎市)
若宮町（わかみやちょう）は、愛知県岡崎市の町名。現行行政地名は若宮町1丁目から若宮町3丁目。

## 地理
岡崎市の西部に位置し、中心街の一角に相応する。町内には小字はもたない。

## 世帯数と人口
2019年（令和元年）5月1日現在の世帯数と人口は以下の通りである。
| 町丁   | 世帯数  | 人口  |
| ------ | ------- | ----- |
| 若宮町 | 211世帯 | 499人 |

### 人口の変遷
国勢調査による人口の推移
| 1995年（平成7年）  | 651人 | [ WEB 5 ] |  |
| 2000年（平成12年） | 577人 | [ WEB 6 ] |  |
| 2005年（平成17年） | 522人 | [ WEB 7 ] |  |
| 2010年（平成22年） | 502人 | [ WEB 8 ] |  |
| 2015年（平成27年） | 459人 | [ WEB 9 ] |  |

## 小・中学校の学区
市立小・中学校に通う場合、学区は以下の通りとなる。
| 番・番地等 | 小学校             | 中学校             |
| ---------- | ------------------ | ------------------ |
| 全域       | 岡崎市立根石小学校 | 岡崎市立甲山中学校 |

## 歴史
額田郡岡崎投町を前身とする。

### 町名の由来
江戸期以来当町が管理してきた若宮八幡宮の名に由来する。

### 沿革
- 1889年（明治22年）10月1日 - 町村制施行に伴い、岡崎横町・岡崎亀井町・岡崎久右衛門町・岡崎魚町・岡崎康生町・岡崎材木町・岡崎十王町・岡崎松本町・岡崎上肴町・岡崎伝馬町・岡崎田町・岡崎唐沢町・岡崎島町・岡崎投町・岡崎能見町・岡崎八幡町・岡崎板屋町・岡崎福寿町・岡崎門前町・岡崎祐金町・岡崎裏町・岡崎両町・岡崎連尺町・岡崎六地蔵町・岡崎籠田町・菅生村・中村・梅園村・八帖村・六供村が合併し岡崎町大字投となる[2]。
- 1916年（大正5年）7月1日 - 市制施行に伴い、岡崎市大字投となる[3]。
- 1917年（大正6年）7月1日 - 若宮町に改称[3]。
- 1957年（昭和32年）11月15日 - 両町・中町の各一部を編入し1〜3丁目を設置。一部が朝日町4丁目となる[3]。

## 交通

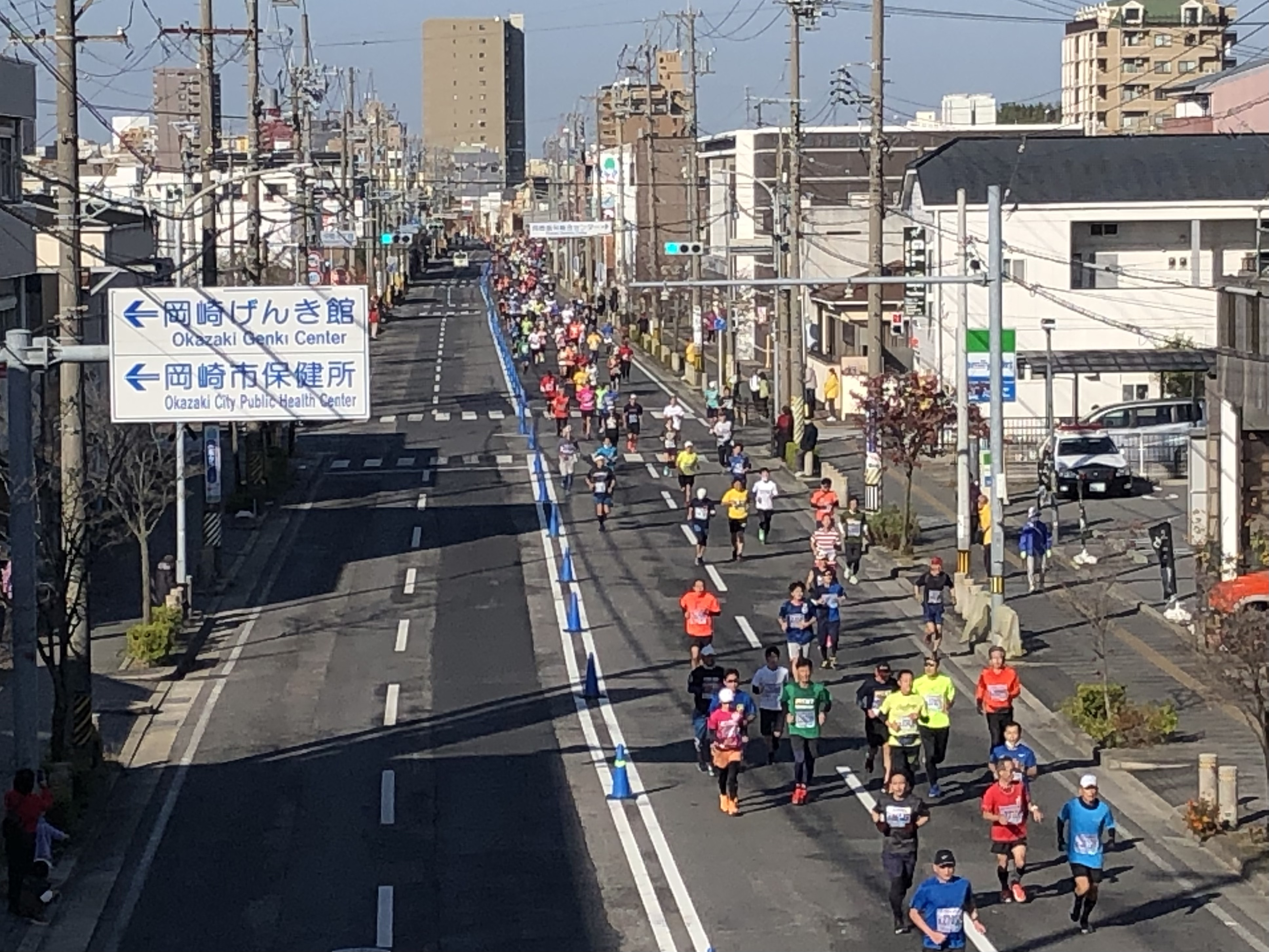
伝馬通り。おかざきマラソン

- 岡崎市道伝馬町線
  - 伝馬通り
- 都市計画道路岡崎環状線
  - 小呂通り

## 施設
- 岡崎げんき館
- 若宮公園
- 若宮広場
- 法円寺
- 根石寺

- 若宮公園
- 若宮公園
- 根石寺
- 岡崎げんき館から国道1号に向かう道路

## その他

### 日本郵便
- 郵便番号 : 444-0014[WEB 3]（集配局：岡崎郵便局[WEB 11]）。

### WEB
1. ↑  “愛知県岡崎市の町丁・字一覧”.   人口統計ラボ. 2019年5月19日閲覧。
2. 1 2  “支所・町別人口・世帯集計表（各月１日現在）” (XLS).   岡崎市（統計ポータルサイト） (2019年5月1日). 2019年5月19日閲覧。
3. 1 2  “郵便番号”.  日本郵便. 2019年5月19日閲覧。
4. ↑  “市外局番の一覧”.   総務省. 2019年5月19日閲覧。
5. ↑  総務省統計局 (2014年3月28日). “平成7年国勢調査の調査結果(e-Stat) - 男女別人口及び世帯数 －町丁・字等”. 2019年3月23日閲覧。
6. ↑  総務省統計局 (2014年5月30日). “平成12年国勢調査の調査結果(e-Stat) - 男女別人口及び世帯数 －町丁・字等”. 2019年3月23日閲覧。
7. ↑  総務省統計局 (2014年6月27日). “平成17年国勢調査の調査結果(e-Stat) - 男女別人口及び世帯数 －町丁・字等”. 2019年3月23日閲覧。
8. ↑  総務省統計局 (2012年1月20日). “平成22年国勢調査の調査結果(e-Stat) - 男女別人口及び世帯数 －町丁・字等”. 2019年3月23日閲覧。
9. ↑  総務省統計局 (2017年1月27日). “平成27年国勢調査の調査結果(e-Stat) - 男女別人口及び世帯数 －町丁・字等”. 2019年3月23日閲覧。
10. ↑  “岡崎市立小中学校通学区域”.   岡崎市 (2018年6月9日). 2019年5月19日閲覧。
11. ↑  “郵便番号簿 2018年度版” (PDF).   日本郵便. 2019年5月18日閲覧。

### 書籍
1. ↑  「角川日本地名大辞典」編纂委員会 1989, p. 1421.
2. ↑  新編岡崎市史編さん委員会 1993, p. 640.
3. 1 2 3  新編岡崎市史編さん委員会 1993, p. 641.